# Vystrkov (Pardubice)
Vystrkov je zaniklou vsí na území Pardubic.
Vystrkov byl založen původně jako hospodářský dvůr v době, kdy Arnošt ze Staré přestavoval pardubickou tvrz na hrad, a to jihovýchodně od města za řekou Chrudimkou. Po prvé je zmiňován v roce 1384. Zástavba se postupně rozrůstala, za Pernštejnů zde mj. vyrostla kolonie pěti formanských dvorů tzv. forberků. Po třicetileté válce zde byl nejvýraznější stavbou soukromý dvůr přezdívaný Tvrz. Od roku 1675 stála u rozcestí (dnes křižovatka ulic Dašická a Štrossova) kaple, na jejímž místě pak byl roku 1710 postaven kostel Sedmibolestné Matky Boží, který zde stojí dosud. Další výrazná stavba přibyla roku 1717, kdy hejtman pardubického zámku František Václav rytíř Květoň z Rosenwaldu postavil za kostelem rokokový letohrádek, pro který se časem vžil název Březinova tvrz nebo Zámeček. Ten se do dnešních dnů nedochoval. Na jeho existenci dnes upomíná název ulice Ke Tvrzi. Koncem osmnáctého století byl dvorec úředně zrušen v rámci raabizace, čímž zde vzniklo několik dalších usedlostí. Roku 1880 probíhalo v Pardubicích přečíslování domů a z Vystrkova společně s jihovýchodně stojící osadou Familie byl vytvořen nový pátý městský obvod. Ten byl zrušen v roce 1954 a začleněn do Bílého Předměstí. Při té příležitosti došlo i přejmenování lokality na U Kostelíčka a původní název zcela vymizel.